# Franz Hermann Reinhold Frank

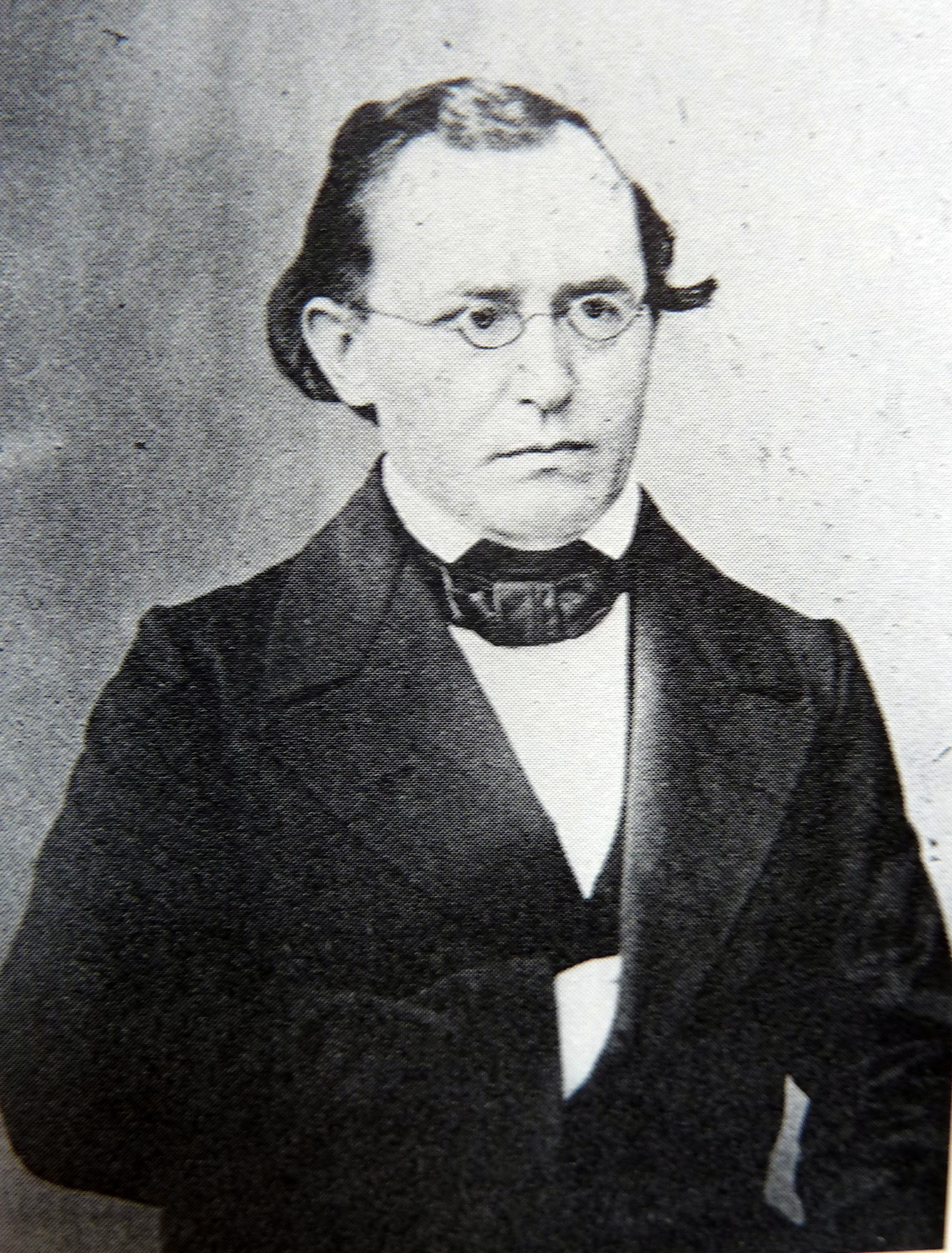
F. H. R. Frank, um 1860, Foto von G. Gattineau

F. H. R. Frank, um 1890

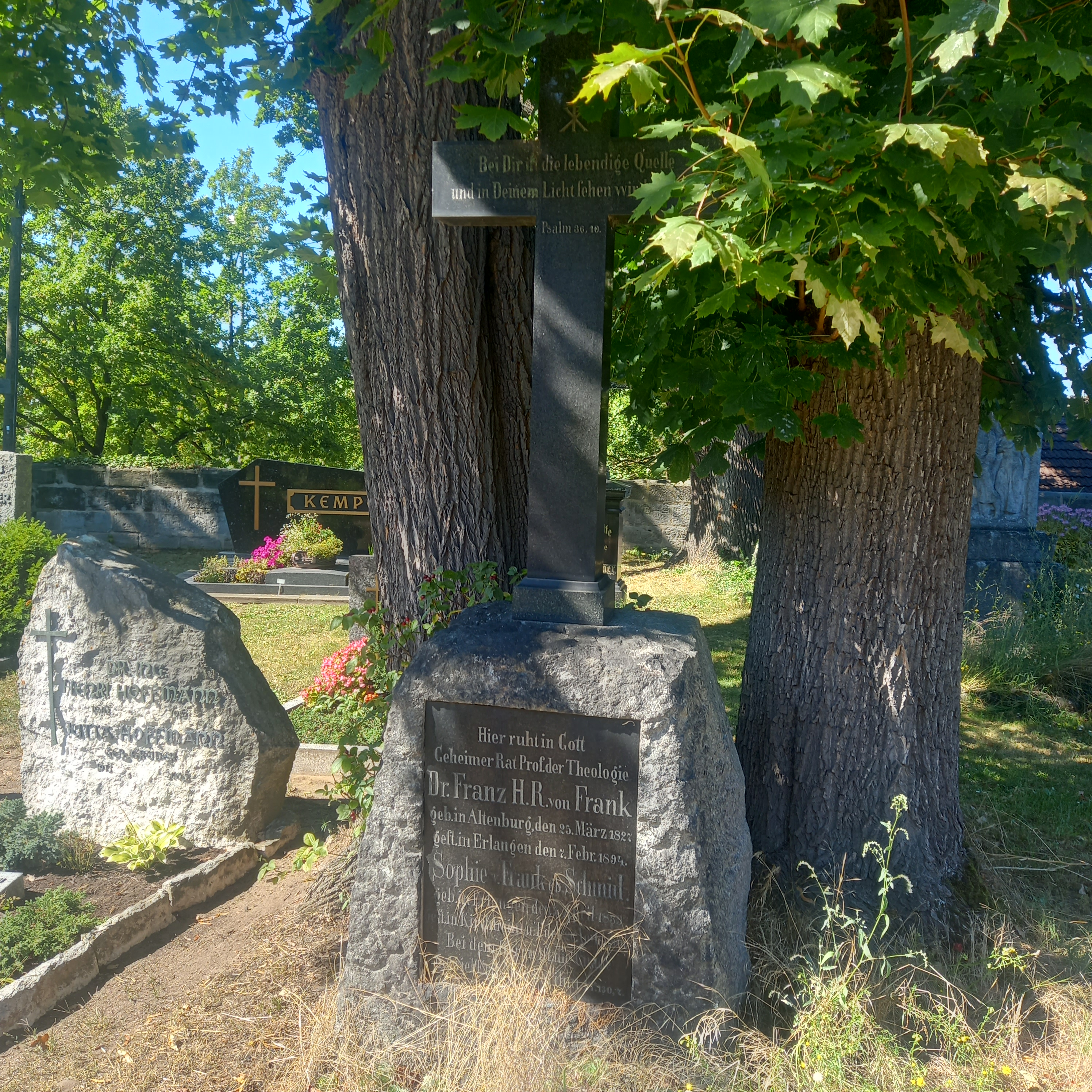
Das Grab von Franz Hermann Reinhold Frank und seiner Ehefrau Sophie geborene Schmidt auf dem Neustädter Friedhof in Erlangen

Franz Hermann Reinhold von Frank (* 2. Mai 1827 in Altenburg; † 7. Februar 1894 in Erlangen) war ein deutscher lutherischer Theologe.
Frank war 1848 Mitbegründer der evangelisch-lutherischen Studentenverbindung  Philadelphia-Leipzig. Ab 1857 war er Professor an der Universität Erlangen. Er kam aus der Erweckungsbewegung des 19. Jahrhunderts und war ein Gegner Albrecht Ritschls. In Erlangen prägte er den erfahrungstheologischen Ansatz Adolf von Harless als auch  Johann Christian Konrad von Hofmanns. Er galt  als das dogmatische Haupt der Erlanger Schule.

## Schriften (Auswahl)
- Die Theologie der Concordienformel historisch-dogmatisch entwickelt und beleuchtet.

1. Band: Die Artikel vom summarischen Begriff der Lehre, von der Erbsünde und vom freien Willen. Blaesing, Erlangen 1858. (Digitalisat)
2. Band: Die Artikel von der Gerechtigkeit des Glaubens, von den guten Werken, vom Gesetz und Evangelium und vom dritten Brauch des Gesetzes. Blaesing, Erlangen 1861. (Digitalisat)
3. Band: Die Artikel vom heiligen Abendmahl, von der Person Christi und von der Höllenfahrt Christi. Blaesing, Erlangen 1863. (Digitalisat)
4. Band: Die Artikel von den kirchlichen Mitteldingen, von der ewigen Versehung und Wahl Gottes und von den ausserkirchlichen Häretikern. Blaesing, Erlangen 1865. (Digitalisat)

- Die Bußdisciplin der Kirche von den Apostelzeiten bis zum siebenten Jahrhundert. Kirchheim, Mainz 1867. (Digitalisat)
- System der christlichen Gewissheit. Deichert Erlangen 1870. (Digitalisat Band 1), (Band 2 1873)
- System der christlichen Sittlichkeit. Deichert, Erlangen 1884. (Digitalisat Band 1), (Band 2, 1887)
- Zur Theologie A. Ritschl’s. Deichert, Erlangen/Leipzig 1891. (Digitalisat)